# Salvatore Riina
Salvatore 'Totò' Riina (Corleone, 16 november 1930 – Parma, 17 november 2017) was een Italiaans crimineel. Riina was lid van de Siciliaanse maffia (Cosa nostra) en groeide in de vroege jaren tachtig uit tot de belangrijkste leider van deze criminele organisatie. Hij was de baas der bazen (Il capo dei capi). Collega-gangsters gaven hem de bijnaam het beest (La belva) vanwege zijn gewelddadige aard, of soms de korte (U curtu), toe te schrijven aan zijn lengte van 1,58 m. 
Tijdens de jaren tachtig en begin jaren negentig voerden Riina en zijn maffiafamilie, de Corleonesi, een meedogenloze campagne van geweld tegen zowel rivaliserende gangsters als de Italiaanse staat. Onderdeel daarvan waren de moorden op de antimaffia-aanklagers Giovanni Falcone en Paolo Borsellino. De moorden op Falcone en Borsellino veroorzaakten een publieke afkeer tegen de maffia en leidden tot een hardhandig optreden van de autoriteiten, met uiteindelijk de gevangenneming van Riina en veel van zijn medewerkers tot gevolg.

## Biografie

### Beginjaren
Riina was geboren en getogen in Corleone. Hij kwam uit een Siciliaanse familie en sloot zich op zijn negentiende aan bij de lokale maffiaclan door het plegen van een moord in hun naam. Een jaar later doodde hij tijdens een ruzie een man, waarna hij zes jaar de gevangenis inging voor doodslag.

### Jaren 50
Tot 1958 was Michele Navarra het hoofd van de maffiafamilie in Corleone. In 1958 werd hij op bevel van Luciano Leggio, een toen 33-jarige meedogenloze maffioso, doodgeschoten. Leggio werd vervolgens de nieuwe baas. Samen met Totò Riina en Bernardo Provenzano begon Leggio de macht van de Corleonesi te vergroten. Omdat ze opereerden vanuit een relatief kleine stad, waren de Corleonesi in de Siciliaanse maffia van de jaren vijftig geen belangrijke factor, zeker vergeleken met de grote families in de hoofdstad Palermo. De bazen uit Palermo bestempelden de gangsters van Corleone als i viddani, de boeren.

### Jaren 60
In de vroege jaren zestig moesten Leggio, Riina en Provenzano onderduiken vanwege arrestatiebevelen na het doden van tientallen leden van de Navarra-clan. Riina en Leggio werden in 1969 gearresteerd voor het plegen van deze moorden. Uiteindelijk werden ze vrijgesproken na intimidatie van de juryleden en de getuigen. Riina dook datzelfde jaar weer onder nadat hij opnieuw was aangeklaagd voor een moord. Tot aan zijn arrestatie in 1993 bleef hij voortvluchtig.

### Jaren 70
In 1974 werd Luciano Leggio gearresteerd en gevangengezet voor de moord op Michele Navarra zestien jaar eerder. Hoewel Leggio enige invloed uitoefende van achter de tralies, werd Riina nu het effectieve hoofd van de Corleonesi. Riina onderhield ook nauwe betrekkingen met de 'Ndrangheta, de maffiosi uit Calabrië. Tijdens de jaren zeventig werd Sicilië een belangrijke plaats in de internationale heroïnehandel, met name met betrekking tot de raffinage en het exporteren van de verdovende middelen. De winsten op heroïne waren groter dan die op de traditionele activiteiten zoals afpersing en woekerleningen. Riina wilde de totale controle van de handel hebben. Om deze te verkrijgen voerde hij een oorlog tegen rivaliserende maffiafamilies. Eind jaren zeventig orkestreerde Riina de moorden van een aantal hooggeplaatste ambtenaren, zoals rechters, aanklagers en leden van de carabinieri.

### Jaren 80
Tussen 1981 en 1983 woedde er een maffiaoorlog. De voornaamste rivalen van de Corleonesi waren Stefano Bontade, Salvatore Inzerillo en Gaetano Badalamenti, bazen van diverse krachtige maffiafamilies uit Palermo. Tussen 1981 en 1983 werden Bontade en Inzerillo samen met veel van hun medewerkers en familieleden gedood. Gedurende deze periode werden door Riina en de Corleonesi veel rivalen (mogelijk duizend) vermoord. Na de maffiaoorlog waren de Corleonesi de leidende maffiafamilie. In de daaropvolgende jaren nam de macht van Riina verder toe, onder andere door het elimineren van bondgenoten, zoals Filippo Marchese, Giuseppe Greco en Rosario Riccobono. De moorden op rechters, politiemensen en aanklagers waren een poging van Riina om de autoriteiten af te schrikken. Een van de opvallendste moorden was die op generaal Carlo Alberto dalla Chiesa.

### Jaren 90
Op 23 mei 1992 werden Giovanni Falcone, zijn vrouw en drie lijfwachten gedood door een bom onder de snelweg even buiten Palermo. Twee maanden later werd Paolo Borsellino samen met vijf van zijn lijfwachten gedood door een autobom. Beide aanslagen werden uitgevoerd in opdracht van Riina. Als gevolg hiervan keerde het Italiaanse volk zich tegen de maffia. Op 15 januari 1993 werd Riina gearresteerd na een tip van een informant, zijn voormalige chauffeur Balduccio Di Maggio. De carabinieri arresteerden Totò Riina in Palermo in zijn auto bij een verkeerslicht. Riina, enigszins mollig en gekleed in een slecht zittend pak, beweerde bij zijn arrestatie een accountant te zijn. Na zijn arrestatie werden verschillende verwanten van Di Maggio vermoord.
Hoewel Riina bij verstek al twee keer tot levenslang was veroordeeld, werd hij nogmaals berecht en veroordeeld voor meer dan honderd moorden, inclusief die op Falcone en Borsellino. In oktober 1993, negen maanden na zijn gevangenneming, werd Riina veroordeeld voor het opdracht geven tot de moorden op Vincenzo Puccio en zijn broer Pietro. In 1998 werd Riina nogmaals tot een levenslange gevangenisstraf veroordeeld voor de moord op Salvo Lima, een politicus.
Riina werd vastgehouden in een maximaal beveiligde gevangenis met beperkt contact met de buitenwereld, om te voorkomen dat hij zijn organisatie kon leiden van achter de tralies. Meer dan $125.000.000 aan activa van Riina werden in beslag genomen, waarschijnlijk slechts een fractie van zijn fortuin.

### Jaren 00
In 2004 werd gerapporteerd dat Riina in mei en december 2003 twee keer een hartaanval had gehad. In april 2006, dertien jaar na zijn arrestatie, diende er nog een rechtszaak voor de moord op een journalist, Mauro De Mauro, die in september 1970 spoorloos verdween. Riina's opvolger en een van zijn beste vrienden in de Corleonesi-clan, Bernardo Provenzano, werd op 11 april 2006 gearresteerd. Provenzano werd op het platteland in de buurt van Corleone gearresteerd na 43 jaar ondergedoken te hebben gezeten.

## Dood
Op 17 november 2017 overleed Riina op 87-jarige leeftijd in het ziekenhuis van een gevangenis in Parma. Hij leed aan nierkanker en had hartproblemen.

## Familie
Salvatore Riina trouwde in 1974 met Antonietta Bagarella (Ninetta), een zus van de maffioso Leoluca Bagarella. Twee van hun zonen traden in de voetsporen van hun vader. Beiden volgden hun vader achter de tralies. In november 2001 werd de toen 24-jarige Giovanni Riina veroordeeld voor vier moorden gepleegd in 1995. Op 31 december 2004 werd Giuseppe Riina, de jongste zoon, veroordeeld tot veertien jaar voor verschillende misdrijven waaronder afpersing en witwassen. De oudste zoon is geadopteerd door een familielid en woont voor zover bekend in Nederland onder een andere naam.